# Leyendas (encuentro de Rosario)
Leyendas fue un evento de historietas, juegos de rol y ciencia ficción de la ciudad de Rosario. El primero se realizó en el año 1999 y luego se realizó anualmente hasta el 2008, contabilizando diez ediciones. Este evento es producto de una fusión poco corriente: la labor conjunta entre un comercio privado y un grupo de artistas, tratándose de la Asociación de Historietistas Independientes de Rosario, que organiza este evento junto a la librería especializada Milenario Comics.
En Leyendas se encontraban diversos mundos: grupos de fanes de películas y series de ciencia ficción, jugadores de rol, aficionados al Manga y al Anime, jóvenes creadores y autores consagrados de historieta. Se proyectaban animaciones artesanales, videos independientes, documentales e informes de ciencia ficción y anime; siempre había un espacio con mesas para jugar al rol durante los tres días, y se realizaron numerosas exposiciones, concursos de disfraces, charlas y debates.
Leyendas fue un espacio donde se presentó a la historieta de manera estelar junto a otras obras de arte y productos de entretenimiento. Todas ellas compartían como rasgo común el uso activo de la imaginación. Entre las presencias más relevantes de las últimas ediciones se destacan las de dibujantes y guionistas como Eduardo Risso, Roberto Fontanarrosa, Juan Bobillo, Marcelo Candia, Max Aguirre, Francisco Solano López, Rubén Meriggi, Horacio Lalia, Carlos Vogt, Oscar Capristo, Ariel Olivetti, Marcelo Frusin, Carlos Trillo, Jorge Claudio Morhain, Alejandro Lois, Pablo de Santis, Eugenio Zoppi, Carlos Meglia, Enrique Alcatena, Leopoldo Durañona, Max Aguirre y Carlos Casalla, entre otros.

## Legado
Dos años después de que Leyendas concluyera su andar con su décima y última edición, el artista argentino Eduardo Risso, invitado frecuente a las ediciones de Leyendas y figura influyente dentro del medio a nivel nacional e internacional, toma a Leyendas como inspiración y base para crear en 2010 Crack Bang Boom, una convención de historietas/cómics, fantasía y ciencia ficción que sobrepasó en expectativas y éxito la alta marca dejada por Leyendas. Desde su lanzamiento, Crack Bang Boom se desarrolla una vez por año y durante cuatro días, a mediados de cada año, en la ciudad de Rosario, como lo hacía tradicionalmente Leyendas.
Actualmente el encuentro anual de CBB es organizado por el Equipo CBB (Risso, David Alabarcez, Germán Peralta Carrasoni, Eduardo Santillan Marcus, Juan Ángel Szama) junto a la Secretaría de Cultura y Educación de la Municipalidad de Rosario, y se ha convertido en la convención de mayor trayectoria de su tipo en el país.

## Datos relevantes
| Fechas                         | Lugar | Asistentes | Invitados Especiales | Notas |
| ------------------------------ | ----- | ---------- | --- | --- |
| 4, 5 y 6 de junio de 1999      | C.E.C | 1200+      | Max Cachimba y Eduardo Risso | 1.er encuentro AHI Nacional. Homenaje a Luis Bras.                                                                   |
| 12, 13 y 14 de mayo de 2000    | C.E.C | 1250+      | Carlos Vogt, Roberto Fontanarrosa, Pablo Rodríguez Jáuregui, Esteban Tolj, Marcelo Frusín, Max Cachimba, Pier Brito, Gustavo Schimpp y Edu Molina                                                                                             | 1.ª Convocatoria Abierta a dibujantes para el espacio de muestra. Kenshi No Densetsu estrena el espacio de Cossplay. |
| 2001                           | C.E.C | 2250+      | Eduardo Risso, Editorial Ivrea, Max Cachimba, Marcelo Frusin, Pablo de Santis y Eduardo Barreto | |
| 2002                           | C.E.C | 1700+      | Eduardo Risso, Rubén Meriggi, Marcelo Frusín, Horacio Lalia y Oscar Capristo | Presentación de la muestra "Los grandes de la guerra" de la Unhil.                                                   |
| 2003                           | C.E.C | 2,100+     | Ariel Olivetti, Enrique Alcatena, Francisco Solano López, Oscar Capristo, Diego Rolle, Joel Montes López, Federico Ezequiel Aguirre, Pablo Rodríguez Jáuregui, Marcelo Frusín, Rubén Meriggi, Max Cachimba, Pablo De Santis y Editorial Ivrea | |
| 2004                           | C.E.C | 2,100+     | Renzo Podestá, Max Aguirre, Carlos Casalla, Eduardo Risso, Eugenio Zoppi, Joel Montes López, Federico Ezequiel Aguirre, Horacio Lalia, Eduardo Risso y Ricardo Ferrari                                                                        | 1.ª Convención de la Unión Furry Argentina (UFACON)                                                                  |
| 2005                           | C.E.C | 1,650+     | Eduardo Risso, Juan Bobillo, Max Aguirre, Joel Montes López, Federico Ezequiel Aguirre, Horacio Lalia, Marcelo Frusin y Oscar Capristo | Muestra: Star Wars invade Leyendas                                                                                   |
| 2006                           | C.E.C | 1,750+     | Marcelo Frusín, Horacio Lalia, Leo Fernández, Samuel Araya, Eduardo Risso, Max Cachimba, Carlos Meglia, Oscar Capristo, Carlos Trillo, Joel Montes López, Federico Ezequiel Aguirre, Pablo Rodríguez Jáuregui y Francisco Solano López        | Leyendas es nombrado Evento de Interés Cultural por la Municipalidad de Rosario. Se estrena la mascota de Leyendas.  |
| 19, 20, 21 de octubre de 2007  | C.E.C | 1,650+     | Leopoldo Durañona, Laura Mazzone, Germán Adriazola, Joel Montes López, Federico Ezequiel Aguirre, Oscar Capristo, Horacio Lalia y Enrique Alcatena                                                                                            | Homenaje a Roberto Fontanarrosa. Muestra homenaje "50/30": 50 Años con El Eternauta, 30 años sin Oesterheld.         |
| 17, 18 y 19 de octubre de 2008 | C.E.C | 2,050+     | Marcelo Frusin, Renzo Podestá, Oscar Capristo, Esteban Tolj, Jorge Claudio Morhain, Alejandro Lois, Carlos Trillo, Carlos Casalla, Marcelo Candia y Horacio Lalia                                                                             | 10 años de Leyendas.                                                                                                 |

### Aclaración
Mucha de la información de esta tabla fue tomada de el sitio de la AHI Rosario.